# Corby
Corby är en stad och civil parish i kommunen North Northamptonshire, i grevskapet Northamptonshire, i England. Staden var huvudort i distriktet med samma namn och ligger cirka 31 kilometer nordost om Northampton samt cirka 32 kilometer sydväst om Peterborough. Tätortsdelen (built-up area sub division) Corby hade 54 927 invånare vid folkräkningen år 2011. Corby var en civil parish fram till 1974 och en unparished area 1974–2021 i Corby distrikt. Civil parishen inrättades den 1 april 2021. Civil parish inkluderar Great Oakley. Civil parish hade 62 347 invånare år 2021. Corby nämndes i Domedagsboken (Domesday Book) år 1086, och kallades då Corb(e)i.